# Fordo
Fordo (Perzisch: فردو) is een dehestān (rurale gemeente) in de provincie Qom in Iran, en ligt 42 kilometer ten zuiden van de stad Qom. Fordo bestaat uit 8 dorpen.